# Heitor (1940–2018)
Heitor, właśc. Heitor Amorim Perocca (ur. 26 grudnia 1940 w São Geraldo, zm. 14 sierpnia 2018 w Ubatubie) – brazylijski piłkarz występujący na pozycji bramkarza.

## Kariera klubowa
Karierę piłkarską Heitor rozpoczął w klubie São Cristóvão Rio de Janeiro. W latach 1963–1966 był zawodnikiem Corinthians Paulista. W Corinthians rozegrał 115 spotkań.
W 1967 roku występował w Água Verde Kurytyba. Z Água Verde zdobył mistrzostwo stanu Parana – Campeonato Paranaense. Heitor występował jeszcze w Juventusie São Paulo.

## Kariera reprezentacyjna
W 1963 roku Heitor uczestniczył reprezentacją olimpijską w Igrzyskach Panamerykańskich, na których Brazylia wygrała. Na turnieju w São Paulo Heitor wystąpił w dwóch meczach z: Urugwajem i Chile.